# Gustav Brecher
Gustav Brecher (5. února 1879 Dubí – květen 1940 Ostende) byl německý dirigent a hudební skladatel židovského původu

## Život
Studoval v Lipsku u Salomona Jadassohna. Svou hudební kariéru zahájil jako skladatel, když získal podporu Richarda Strausse, který dirigoval premiéru Brecherovy symfonické básně „Rosmersholm“ v roce 1896 v Lipsku. Poté v letech 1901–1902 působil jako dirigent-repetitor v opeře v Lipsku. V letech 1902–1903 byl asistentem Gustava Mahlera ve vídeňské Dvorní opeře. dirigoval v olomoucké opeře. V letech 1903–1911 byl hudebním ředitelem hamburské opery, kde dirigoval premiéry oper Siegfrieda Wagnera a Eugena d'Alberta, a v roce 1912 zde po dokončení smlouvy Brecher dirigoval premiéru opery Ferruccia Busoniho Volba nevěsty, která mu byla věnována. V letech 1911–1916 vedl kolínskou operu, v letech 1916–1920 frankfurtskou operu a v roce 1923 nastoupil na post generálního hudebního ředitele v lipské opeře. V čele lipské opery uvedl zejména premiéry oper Ernsta Křenka Jonny spielt auf (1927) a Kurta Weilla Vzestup a pád města Mahagonny (1930). Brecher také znovu přeložil do němčiny libreta mnoha oper, včetně Verdiho Otella, Gounodova Fausta a Pucciniho Toscy.
S nástupem nacistů k moci zůstal Brecher bez práce. Nějakou dobu působil v Leningradu a Praze. Se svou ženou spáchal sebevraždu v květnu 1940, krátce poté, co německá vojska obsadila Belgii, kde se nacházel.